# Provincies van Panama
Panama is bestuurlijk onderverdeeld in tien provincies (provincias). Daarnaast zijn er drie indianengebieden met de status van provincie; zij worden comarca of comarca indígena genoemd. Naast de drie comarca's met provinciale status zijn er tevens twee comarca's die bestuurlijk onder een provincie vallen.
De provincies en sommige comarca's zijn weer onderverdeeld in districten.
| Nr.                                         | Provincie             | Hoofdstad            | Oppervlakte | Inwoners  |
| ------------------------------------------- | --------------------- | -------------------- | ----------- | --------- |
| 1                                           | Bocas del Toro        | Bocas del Toro       | 4.657 km²   | 125.461   |
| 2                                           | Chiriquí              | David                | 6.491 km²   | 416.873   |
| 3                                           | Coclé                 | Penonomé             | 4.947 km²   | 233.708   |
| 4                                           | Colón                 | Colón                | 4.575 km²   | 241.928   |
| 5                                           | Darién                | La Palma             | 11.892 km²  | 48.378    |
| 6                                           | Herrera               | Chitré               | 2.362 km²   | 109.955   |
| 7                                           | Los Santos            | Las Tablas           | 3.809 km²   | 89.592    |
| 8                                           | Panama                | Panama-Stad          | 8.409 km²   | 1.249.032 |
| 9                                           | Veraguas              | Santiago de Veraguas | 10.588 km²  | 226.991   |
| 10                                          | Panama Oeste          | La Chorrera          | 2.880 km²   | 464.038   |
| C1                                          | Emberá (Comarca)      | Cirilo Guainora      | 4.394 km²   | 10.001    |
| C2                                          | Guna Yala (Comarca)   | El Porvenir          | 2.358 km²   | 33.109    |
| C4                                          | Ngöbe-Buglé (Comarca) | Chichica             | 6.814 km²   | 156.747   |
| Bron: oppervlakte (2010) en inwoners (2010) |                       |                      |             |           |

| Kaart                 |
| --------------------- |
| Provincies van Panama |
| Provincies van Panama |

De comarca's zonder provinciale status zijn:
- C3: Kuna de Madugandí, deel van de provincie Panama
- C5: Kuna de Wargandí, deel van Darién